# Làm mềm nước cứng

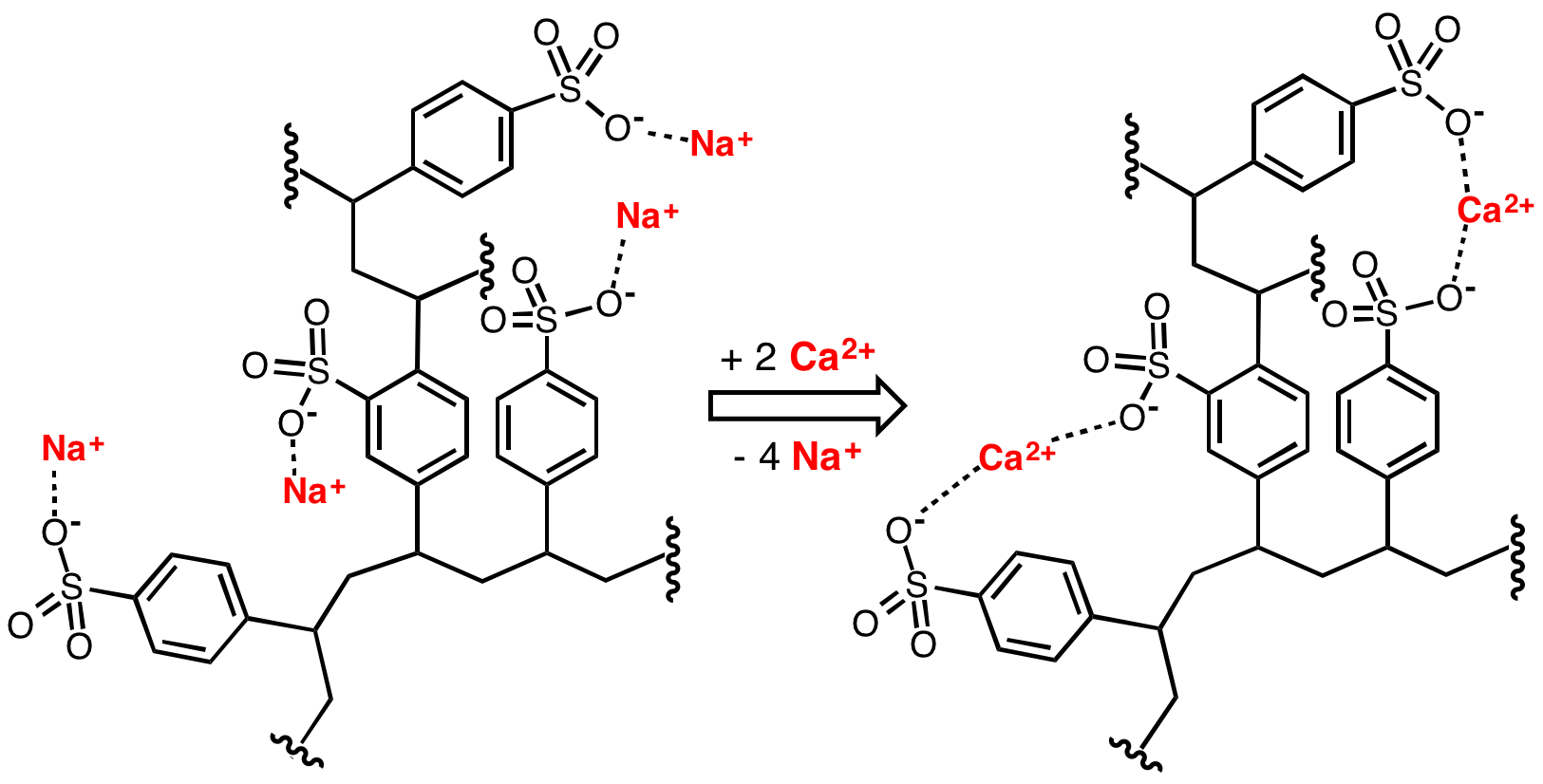
Hình ảnh lý tưởng hóa quá trình làm mềm nước liên quan đến việc thay thế ion calci trong nước với các ion natri hiến bằng một nhựa trao đổi ion.

Làm mềm nước cứng là việc loại bỏ calci, magnesi, và một số cation kim loại khác trong nước cứng. Nước mềm tương thích với xà phòng và kéo dài tuổi thọ ống nước. Làm mềm nước thường là làm mềm vôi hoặc nhựa trao đổi ion.

## Nước cứng
Sự hiện diện của một số ion kim loại như calci và magnesi chủ yếu là bicacbonat, chloride và sulfat trong nước gây ra nhiều vấn đề khác nhau .
Nước cứng dẫn đến sự tích tụ của vôi, có thể làm hỏng hệ thống ống nước, và thúc đẩy ăn mòn kim loại . Trong các nhà máy làm mềm nước quy mô công nghiệp, dòng chảy của nước thải từ quá trình tái tạo có thể kết tủa quy mô có thể gây trở ngại cho hệ thống nước thải.
Cảm giác trơn trượt khi sử dụng xà phòng với nước mềm xảy ra vì xà phòng có xu hướng gắn với chất béo trong các lớp bề mặt da, làm cho các phân tử xà phòng khó gỡ bỏ bằng cách pha loãng đơn giản. Ngược lại, ở những vùng nước cứng, nước rửa có chứa calci hoặc magnesi, tạo thành muối không hòa tan, có hiệu quả loại bỏ xà phòng dư thừa khỏi da, nhưng có thể để lại một lớp chất stearat không hòa tan trên bề mặt bồn tắm và vòi hoa sen, thường được gọi là váng xà phòng.
Những ảnh hưởng nào được coi là nhiều hơn hoặc ít mong muốn hơn khác nhau giữa người này với người khác, và những người không thích sự nhớt nhát và khó khăn trong việc rửa xà phòng do nước mềm gây ra có thể làm cứng nước bằng cách thêm các chất như Natri bicacbonat, calcium chloride hoặc magnesium sulfate.

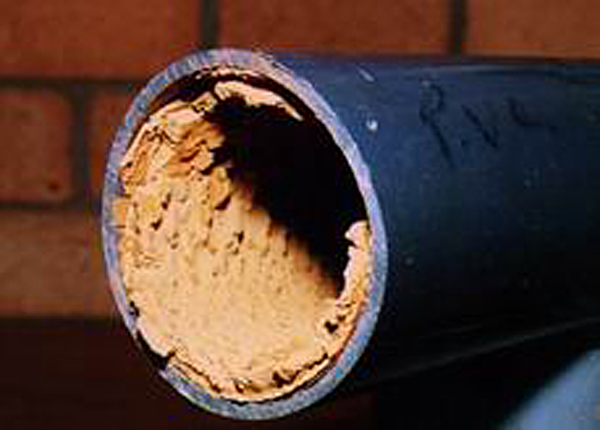
Vôi đóng trong ống PVC